# بحارة (سيدي محمد لحمر)
بحارة هي إحدى مشيخات المملكة المغربية، تتبع جغرافيا لإقليم القنيطرة وإداريًا لسيدي محمد لحمر. يقدر عدد سكانها بـ 5413 نسمة حسب الإحصاء الرسمي للسكان والسكنى لسنة 2004.